# Greintje
Greintje is een personage uit de televisieserie De Smurfen. Hij is een tovenaarsleerling.

## Verhaallijnen
Greintje zat als leerling op de tovenaarsschool, maar bezorgde er de leerlingen en leraren alleen maar last. De school wilde van Greintje af en plaatste hem als leerling bij de tovenaar Gargamel. Gargamel gebruikt Greintje echter eerder als huisslaafje. Gargamel en Greintje hebben vaak ruzie en kunnen het slecht met elkaar vinden. Greintje kijkt neer op zijn nieuwe leraar en Gargamel maakt vaak misbruik van Greintje. Greintje moet Gargamel bijvoorbeeld helpen om de Smurfen te vangen. Greintje is lang niet altijd hiertoe bereid, maar hij is anderzijds ook absoluut geen vriend van de Smurfen. Greintje noemt Gargamel altijd "Gargie". 
Greintje heeft oranje haar, een blauw mutsje, een rode sjaal, een grijs wambuis en een grijze broek. Hij is tot nu toe niet in de stripverhalen verschenen. In de tekenfilmserie maakte hij zijn debuut in seizoen 6, en komt verder ook in veel nieuwe afleveringen voor. Hij komt verder nog voor in het 7e, 8e en 9e seizoen van de serie. 
Zijn Nederlandse stemacteur is Reinout Bussemaker.

## Greintje in andere talen
- Engels: Scruple (Gewetensbezwaar)
- Frans: Scrupule (Gewetensbezwaar)
- Duits: Rotznase (Puntneus)
- Spaans: Escrúpulos
- Italiaans: Lenticchia (Linzen)
- Pools: Nicpoń
- Hongaars: Vili/Szepi
- Turks: Minskin